# Gulag-Museum

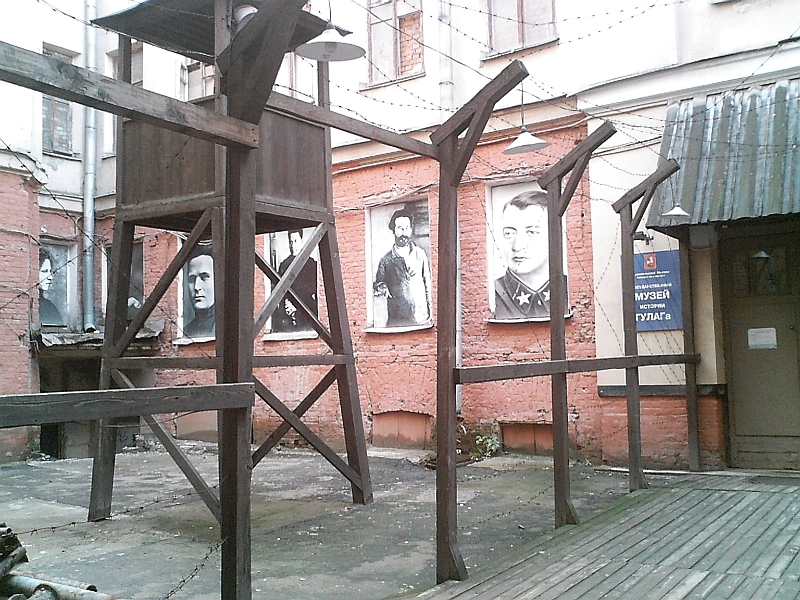
Gulag-Museum in Moskau (2008)

Das Gulag-Museum (russisch Музей ГУЛАГа), offiziell „Staatliches Museum der Geschichte des Gulag“ (russisch: Государственный музей истории ГУЛАГа), ist ein staatliches Museum in Moskau zur Geschichte des Systems der sowjetischen Zwangsarbeitslager, Straflager, Gefängnisse und Verbannungsorte von den 1930er- bis in die 1950er-Jahre. Das Museum wurde 2021 mit dem Museumspreis des Europarates ausgezeichnet.
Es wurde am 14. November 2024 auf Anordnung russischer Behörden geschlossen. Das Kulturamt der Stadt Moskau behauptete gegenüber Agence France-Presse, „die Entscheidung, die Aktivitäten des staatlichen Gulag-Museums vorübergehend einzustellen“ wäre aus Sicherheitsgründen getroffen worden und „Verstöße gegen den Brandschutz“ wären entdeckt worden.

## Entstehung
Das Museum wurde 2001 von Anton Wladimirowitsch Antonow-Owsejenko (1920–2013) gegründet, einem in Russland berühmten Dissidenten und Autor des in viele Sprachen übersetzten Werks „Stalin: Porträt einer Tyrannei“, der selbst von 1940 bis 1953 in Stalinschen Arbeitslagern inhaftiert war. Die Ausstellung wurde 2004 eröffnet. Sie widmet sich neben der Darstellung des Gulag-Systems auch der Erforschung der politischen, administrativen und wirtschaftlichen Funktionen dieses Systems in der Sowjetunion. Es wird nunmehr von dem langjährigen Stellvertreter des Gründers, Roman Wladimirowitsch Romanow, geleitet. Am 31. Oktober 2015 eröffnete es an einem neuen Standort in der 1. Samotetschnyj-Gasse 9 (russisch: 1й Самотечный пер., д. 9) mit viermal so großer Ausstellungsfläche wie zuvor.

## Ausstellung
Ein Schwerpunkt der Ausstellung liegt auf der exemplarischer Darstellung persönlicher Schicksale einzelner der insgesamt schätzungsweise 15 bis 18 Millionen Menschen, die zwischen 1934 und 1960 Opfer des Gulag-Systems wurden. Dazu werden Briefe und Erinnerungsstücke, die persönliche Habe und in den Lagern entstandene Kunstwerke ehemaliger Gulag-Insassen gezeigt. Videoinstallationen mit Zeugnissen ehemaliger Gefangener sowie aktuelle Kunstwerke zum Thema ergänzen die Ausstellungsstücke. Des Weiteren werden Kopien amtlicher Dokumente sowie Nachbauten einer Gefangenenbaracke, einer Arrestzelle und eines Wachtturms aus einem Lager gezeigt. Das Museum verfügt außerdem über ein Dokumentenarchiv.

## Aktivitäten
Das Museum veranstaltet zusammen mit anderen Museen und Archiven, privaten Sammlern, Malern, Fotografen und zeitgenössischen Künstlern sowohl feste als auch Wanderausstellungen in Moskau und anderen Städten. Es organisiert regelmäßig Konferenzen, Seminare und Vorträge zu neueren Forschungsergebnissen zur Geschichte des Gulag und seiner Interpretation. Es veranstaltet Konzerte, Lesungen, Buchpräsentationen und Theateraufführungen, beteiligt sich an der Moskauer Langen Nacht der Museen und führt russische und internationale Filme zum Thema vor. Es nimmt außerdem an Exkursionen zu den Orten des Gulag, beispielsweise in die wegen ihrer Zwangsarbeitslager berüchtigte Oblast Magadan, teil und hilft mit, besondere Gedenkorte wie die Ermordungs- und Begräbnisstätte „Kommunarka“ des NKWD im Südwesten Moskaus, wo nach Angaben des FSB ca. 6.500 derzeit namentlich bekannte und eine unbekannte Anzahl namentlich nicht bekannter Opfer des Großen Terrors vergraben liegen, zu pflegen.

## Lage
Das Museum hat seinen Standort ca. 3 Kilometer nördlich des Roten Platzes in der 1. Samotetschnyj-Gasse 9, Haus 1. Die nächstgelegenen Metro-Stationen sind die Dostojewskaja und die Nowoslobodskaja. Das Museum ist täglich außer montags von 12 bis 21 Uhr geöffnet. Der Eintritt ist kostenlos.

## Ausstellungsauswahl
- 2015: „Christmas in the GULAG“, Ausstellung zu den vielfältigen Versuchen von Lagerinsassen, das verbotene Weihnachtsfest zu feiern; Video-room, Videoperformances mit den Ergebnissen des Projekts MyGULag, in dem Interviews mit ehemaligen Insassen, deren Verwandten und Nachfahren sowie ehemaligen Wärtern mit Filmen, Photos und anderen Zeitdokumenten aus der Mitte des 20. Jahrhunderts verknüpft worden sind; Gedenkveranstaltung zum Tibetaufstand 1959.
- 2014: „I was alone and against all odds …“, Ausstellung von Arbeiten von Valentin Mitrofanow; „Repressed Buddhism“, Ausstellung zur Unterdrückung des Buddhismus in der Sowjetunion; „Between Worlds. Vadim Sidur and His Work“, Ausstellung zu Leben und Werk des Künstlers; „Life Line“, Videokunstpräsentation zur Rezeption der Vergangenheit; „Trials: 70 Years After“, Ausstellung zur Vertreibung der Inguschen im Zweiten Weltkrieg.
- 2013: „I came as guest in your country. German anti-fascists in the Soviet Union 1933–1956“, Ausstellung zum Schicksal deutscher Emigranten in der Sowjetunion in den 1930er-Jahren; „Without the Tsar …“, Ausstellung in Zusammenarbeit mit dem Nowospasski-Kloster zur Erinnerung an 400 Jahre Romanow-Dynastie; „Trotsky. The Commissar Returns“, Ausstellung von Photos aus der Sammlung David King; „Presentation of a new collection of Varlam Shalamov’s works in 7 volumes“, Buchpräsentation; „Kharms-concert“, Konzert; „Karl Eimermacher. Under Protection – Unprotected“, Ausstellung mit Werken des deutschen Historikers und Slawisten.
- 2012: „The Commissar Vanishes. The Falsification of Photographs and Art in Stalin’s Era“, Ausstellung von Photos aus der Sammlung David King; „Live Sound“, Konzert.
- 2011: „ZONE. Uranium camps of Chukot“, Ausstellung von Fotos aus den Uranabbaugebieten im Fernen Osten.